# Marie Wilke

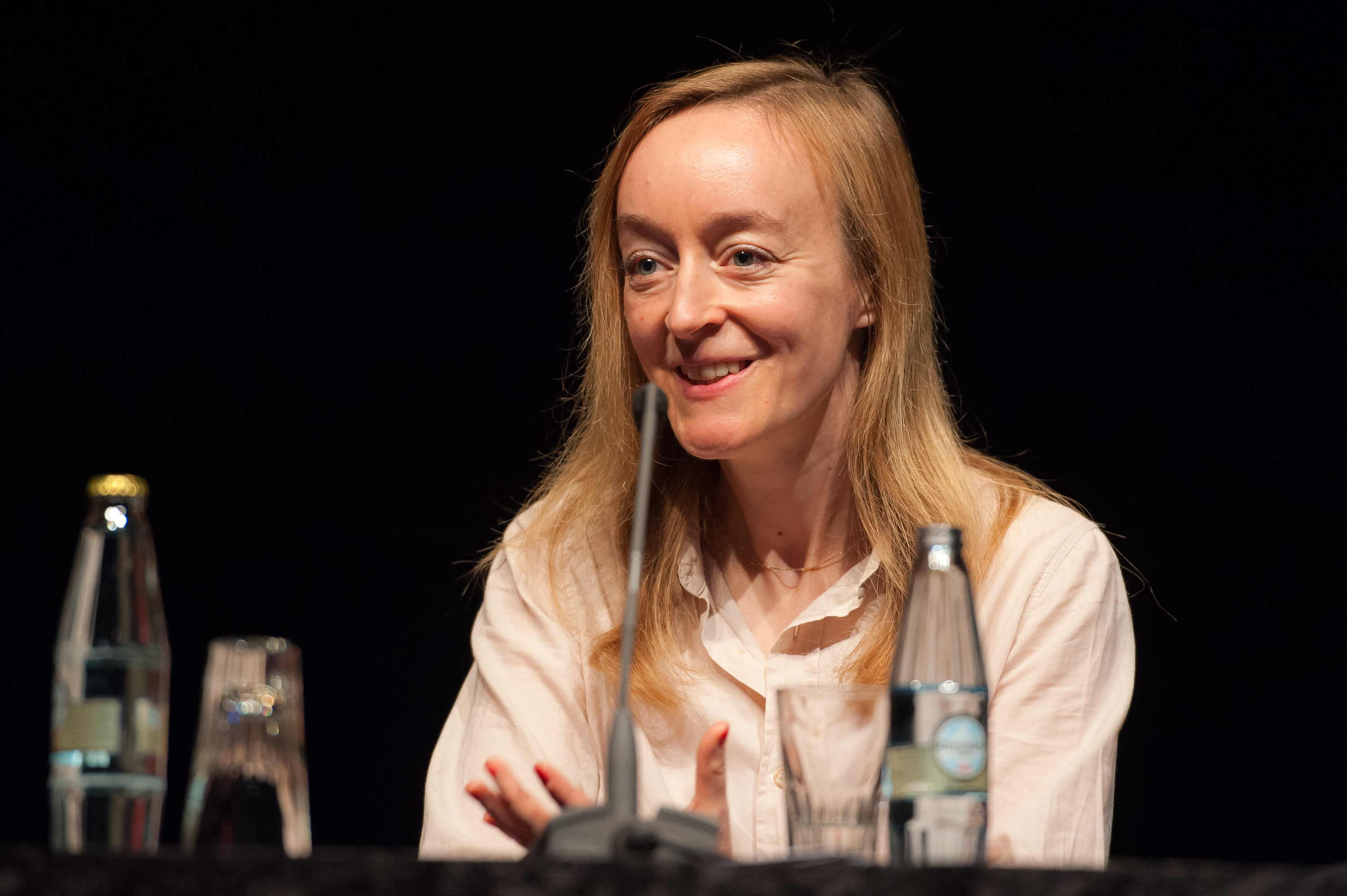
Marie Wilke 2015

Marie Wilke (* 1974 in Berlin) ist eine deutsche Regisseurin und Autorin.

## Leben
Marie Wilke studierte an der Schule für Dokumentarfilm, Fernsehen und Neue Medien Zelig in Bozen (Italien) und absolvierte anschließend das Studium Experimentelle Mediengestaltung an der Universität der Künste (UdK) Berlin, wo unter anderem Jutta Brückner, Heinz Emigholz und Harun Farocki zu ihren Professoren gehörten.
Ihr erster Kinofilm Staatsdiener hatte beim Filmfest München 2015 Premiere. Im Berlinale Forum 2018 stellte Marie Wilke ihren nächsten Kinofilm Aggregat vor. Der Film gewann den Preis der deutschen Filmkritik, die Carte Blanche auf der Duisburger Filmwoche und den Filmkunstpreis des Landes Sachsen-Anhalt.
Seit 2001 arbeitet sie als Dozentin an Filmschulen und Instituten, u. a. dem Erich Pommer Institut, der Filmschule Zelig und der Met Film School Berlin. Von 2004 bis 2014 lehrte sie als künstlerische Mitarbeiterin für Dokumentarfilmregie an der Filmuniversität Konrad Wolf in Potsdam-Babelsberg. Im Jahr 2019 und 2020 war sie Mitglied der Aufnahmekommission des Studiengangs Regie an der DFFB Berlin.
Am 8. Januar 2021 wurde Marie Wilkes sechsteilige dokumentarische Serie Höllental über den Kriminalfall Peggy Knobloch im ZDF ausgestrahlt.
Seit 1. August 2021 ist Marie Wilke als künstlerische Direktorin der DFFB Berlin tätig.

## Filmografie (Auswahl)
- 2000: Con anima e corpo (Kurzfilm)
- 2015: Staatsdiener
- 2018: Aggregat
- 2021: Höllental (Fernsehserie)

## Auszeichnungen
- 2013: Gerd Ruge Stipendium
- 2017: Villa Aurora Stipendium
- 2018: Preis Carte Blanche Duisburger Filmwoche für Aggregat
- 2018: Nominierung Grimme-Preis für Aggregat
- 2018: Filmkunstpreis des Landes Sachsen-Anhalt für Aggregat
- 2018: Preis der deutsche Filmkritik für Aggregat